# Răzvan Stanca
Răzvan Marian Stanca (* 18. Januar 1980 in Bukarest) ist ein rumänischer Fußballspieler. Der Torwart steht seit Sommer 2013 bei Pandurii Târgu Jiu unter Vertrag.

## Karriere
Die Karriere von Stanca begann im Jahr 1998, als er den Sprung in den Kader der ersten Mannschaft von Sportul Studențesc schaffte, die seinerzeit in der Divizia B, der zweiten rumänischen Fußballliga, spielte. Dort war er die Nummer eins im Tor, als der Klub mit dem Aufstieg 2001 in die Divizia A zurückkehrte. Dort kam er noch nur in der Hälfte der Spiele zum Einsatz. Nach dem Klassenerhalt 2002 stieg er mit seiner Mannschaft am Ende der Spielzeit 2002/03 wieder in die Divizia B ab. Ein Jahr später folgte der Wiederaufstieg. In der Saison 2004/05 konnte er sich gegen seinen langjährigen Konkurrenten Eduard Stăncioiu nicht behaupten und kam nur auf vier Einsätze. Im Sommer 2005 verließ er schließlich Sportul und schloss sich dem Ligakonkurrenten Farul Constanța an.
Bei Farul stand Stanca im Schatten von George Curcă und konnte sich nicht behaupten. In der Winterpause 2006/07 wurde er für ein halbes Jahr an seinen früheren Verein Sportul Studențesc ausgeliehen, der erneut in der Liga II spielte. Nach seiner Rückkehr im Sommer 2007 folgte ein Leihgeschäft mit Erstliga-Aufsteiger Dacia Mioveni. Dort war Stanca zwar Stammkraft zwischen den Pfosten, stieg mit seiner Mannschaft am Saisonende aber erneut ab.
Im Sommer 2008 verließ Stanca Farul und wechselte zum Ligakonkurrenten Pandurii Târgu Jiu. Dort war er zunächst Stammtorhüter, ehe er von seinem Konkurrenten Mingote in der Rückrunde 2009/10 wieder verdrängt wurde. Im Sommer 2010 wechselte er zunächst leihweise zu Steaua Bukarest, ehe er zwei Monate später an den FC Universitatea Craiova ausgeliehen wurde. In der Winterpause 2010/11 wurde er erneut für 18 Monate an Steaua Bukarest ausgeliehen, wo er als Vertreter von Ciprian Tătărușanu zunächst nicht zum Zuge kam. Im September 2011 konnte er den zum Nationalspieler aufgestiegenen Konkurrenten verdrängen, musste nach sechs Spielen aber wieder hintanstehen. Im Jahr 2013 gewann er mit Steaua als Ersatzspieler die rumänische Meisterschaft. Anschließend kehrte er zu Pandurii Târgu Jiu zurück. Dort kämpft er zunächst mit Michal Gliwa, später mit Pedro Mingote um den Platz zwischen den Pfosten. Anfang 2016 wurde er zur Nummer eins im Tor. Zu Beginn der Saison 2016/17 hatte sein Konkurrent David Lazăr zunächst die Nase vorn, Stanca verdrängte ihn aber im Laufe der Saison. Ab Dezember 2016 war er auch Mannschaftskapitän, ehe er wieder auf die Ersatzbank musste.

## Nationalmannschaft
Stanca bestritt am 26. März 2008 im Freundschaftsspiel gegen Russland sein einziges Länderspiel, als er in der 89. Minute für Marius Popa eingewechselt wurde.

## Erfolge
- Rumänischer Meister: 2013
- Rumänischer Pokalsieger: 2011
- Aufstieg in die Liga 1: 2001, 2004